# Alexei Wladimirowitsch Lowtschew

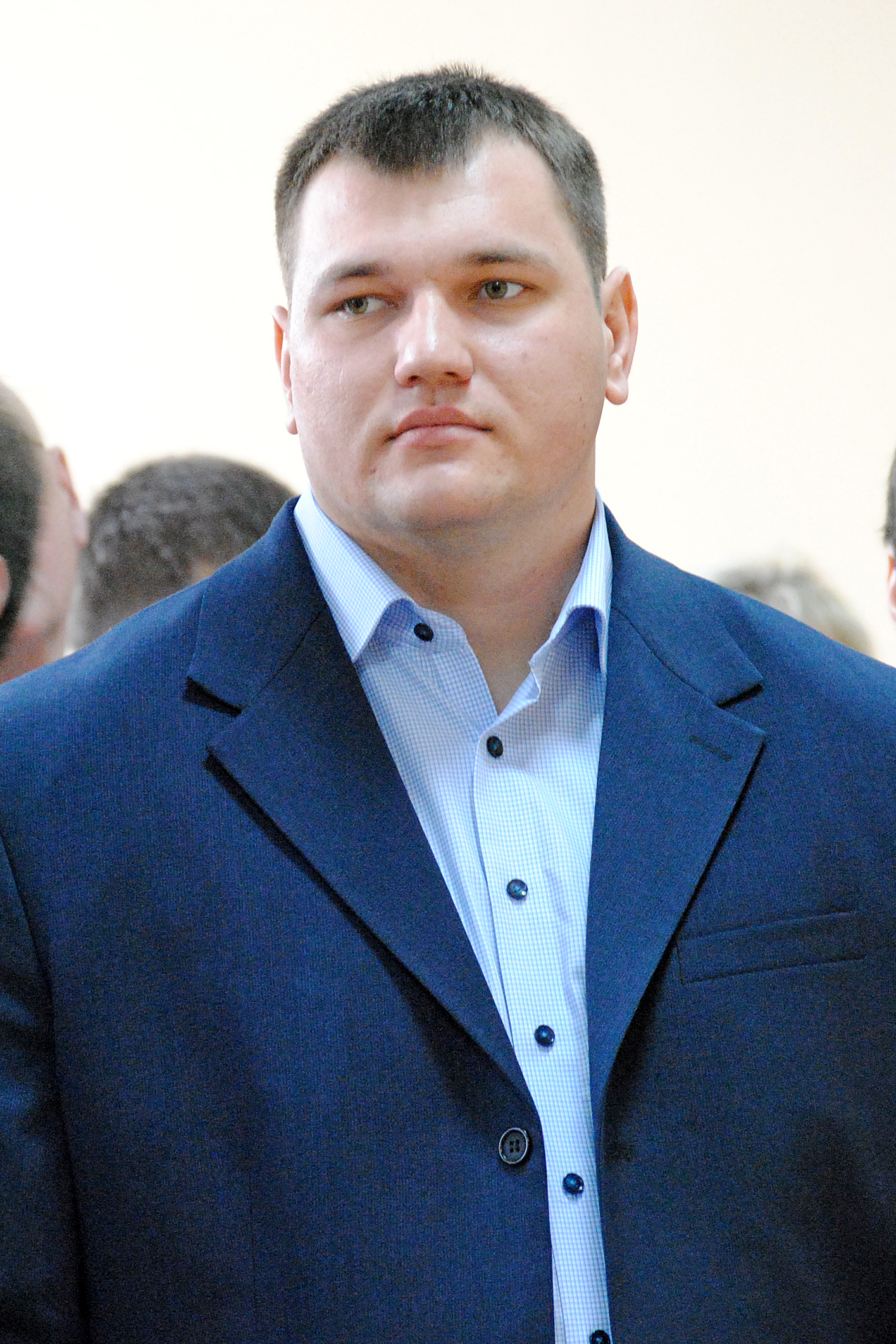
Alexei Wladimirowitsch Lowtschew

Alexei Wladimirowitsch Lowtschew (russisch Алексей Владимирович Ловчев; * 13. Juni 1989 in Karabanowo) ist ein russischer Gewichtheber. Er wurde bei der Weltmeisterschaft 2015 im Superschwergewicht Weltmeister und stellte dabei einen neuen Weltrekord im Zweikampf (475 kg) und im Stoßen (264 kg) auf.

## Werdegang
Alexei Lowtschew begann als Jugendlicher in seiner Heimatstadt Karabanowo mit dem Gewichtheben. Durch gute Leistungen auf nationaler Ebene schaffte er 2012 den Sprung in die russische Nationalmannschaft der Gewichtheber. Auf Grund seines noch jungen Alters gilt er als große Hoffnung des Russischen Gewichtheber-Verbandes in der Superschwergewichtsklasse. Er ist Student, lebt und trainiert in Moskau.
2011 bestritt er bei der Universiade in Shenzhen/China seinen ersten Start bei einer internationalen Meisterschaft. Er erreichte dabei in der Schwergewichtsklasse im Zweikampf 375 kg (170–205). Mit dieser Leistung belegte er den 3. Platz. 2012 wechselte er in die Superschwergewichtsklasse und wog bald knapp 130 kg. Bei der russischen Meisterschaft 2012 hatte er Pech, denn er fabrizierte dort im Reißen mit 185 kg drei Fehlversuche und blieb deshalb bei dieser Meisterschaft ohne Zweikampfleistung unplatziert. 2013 wurde er  bei der Junioren-Europameisterschaft (U 23) in Eilat eingesetzt. Er erzielte dort im Zweikampf 425 kg (190–235) und wurde hinter Jiří Orság, Tschechien, 427 kg (186–241) Vizeeuropameister im Zweikampf, im Reißen und im Stoßen.
Im Oktober 2013 war er auch bei der Weltmeisterschaft in Wrocław am Start. Er schaffte dort im Superschwergewicht im Zweikampf 430 kg (200–230) und gewann mit dieser Leistung hinter Ruslan Albegow, Russland, 464 kg (209–255) und Bahador Moulaei, Iran, 458 kg (203–255) die Bronzemedaille.
Im April 2014 wurde er in Tel Aviv in der Superschwergewichtsklasse im Zweikampf, im Reißen und im Stoßen Europameister. Er bewältigte dabei 457 kg (205–252). Bei der russischen Meisterschaft im August 2014 in Grosny steigerte er sich auf 468 kg (212–256) und gewann damit die russischen Meistertitel im Zweikampf und im Stoßen, während er im Reißen Tschingis Moguschkow, der in dieser Disziplin  213 kg schaffte, den Vortritt lassen musste. Bei der Weltmeisterschaft 2014 in Almaty misslangen Alexej Lowtschew mit 205 kg (zweimal) und 206 kg alle drei Versuche im Reißen. Er blieb deshalb ohne Zweikampfleistung unplatziert. Ein Trostpflaster für ihn war sicher der Weltmeistertitel im Stoßen, den er sich mit 257 kg sicherte.
Im August 2015 wurde Alexei Lowtschew russischer Meister im Superschwergewicht und stellte sich im November 2015 bei der Weltmeisterschaft in Houston in phantastischer Form vor. Er gewann in Houston den Weltmeistertitel im Zweikampf mit dem neuen Weltrekord von 475 kg, wobei er im Reißen 211 kg und im Stoßen 264 kg, was ebenfalls neuer Weltrekord war, erzielte. Allerdings wurde er bei der Dopingkontrolle positiv getestet und für vier Jahre gesperrt. Die Titel und Weltrekorde wurden ihm aberkannt.

## Internationale Erfolge
| Jahr | Platz | Wettbewerb                    | Gewichtsklasse | Ergebnisse |
| 2011 | 3.    | Universiade in Shenzhen/China | Schwer         | mit 375 kg (175–200), hinter Gennadi Muratow, Russland, 400 kg (183–217) und Mikola Horditschuk, Ukraine, 382 kg (180–202)                                             |
| 2012 | 2.    | Junioren-EM (U 23) in Eilat   | Superschwer    | mit 425 kg (190–235), hinter Jiří Orság, Tschechien, 427 kg (186–241) und vor Haik Hakobjan, Armenien, 412 kg (192–220)                                                |
| 2013 | 3.    | WM in Wrocław                 | Superschwer    | mit 430 kg (200–230), hinter Ruslan Albegow, Russland, 464 kg (209–255) und Bahador Moulaei, Iran, 458 kg (103–255)                                                    |
| 2014 | 1.    | EM in Tel Aviv                | Superschwer    | mit 457 kg (205–252), vor Ruben Aleksanjan, Armenien, 436 kg (190–246) und Almir Velagic, Deutschland, 423 kg (191–232)                                                |
| 2014 | unpl. | WM in Almaty                  | Superschwer    | nach drei Fehlversuchen im Reißen und 257 kg im Stoßen ohne Zweikampfleistung; Sieger: Ruslan Albegow, 462 kg (210–252), vor Behdad Salimikordasiabi, 457 kg (206–251) |
| 2015 | disq. | WM in Houston                 | Superschwer    | mit 475 kg (211–264), vor Lascha Talachadse, Georgien, 454 kg (207–247) und Mart Seim, Estland, 438 kg (190–248)                                                       |

## WM + EM-Einzelmedaillen
- WM-Goldmedaille: 2014/Stoßen, 2015/Reißen, 2015/Stoßen
- WM-Bronzemedaillen: 2013/Reißen
- EM-Goldmedaillen: 2014/Reißen – 2014/Stoßen

## Nationale Wettkämpfe
| Jahr | Platz | Wettbewerb                        | Gewichtsklasse | Ergebnisse                                                                                             |
| 2011 | 4.    | Pokalturnier in St. Petersburg    | Superschwer    | mit 400 kg (180–220); Sieger: Michail Kokljakow, Russland, 448 kg (200–248)                            |
| 2012 | unpl. | Russische Meisterschaft           | Superschwer    | nach drei Fehlversuchen im Reißen mit 185 kg ohne Zweikampfleistung                                    |
| 2013 | 1.    | Zentralrussische Meisterschaft    | Superschwer    | mit 420 kg (190–230), vor Maxim Repkow, 395 kg (180–215)                                               |
| 2014 | 1.    | Russische Meisterschaft in Grosny | Superschwer    | mit 468 kg (212–256), vor Tschingis Moguschkow, 454 kg (213–241) und Dimitri Lapikow, 436 kg (201–235) |
| 2015 | 1.    | Russische Meisterschaft           | Superschwer    | mit 445 kg (200–245), vor Marat Nizamutdinow, 370 kg (170–200)                                         |

Erläuterungen
- alle Wettkämpfe im Zweikampf, bestehend aus Reißen und Stoßen
- WM = Weltmeisterschaften, EM = Europameisterschaften
- Schwergewicht, Gewichtsklasse bis 105 kg, Superschwergewicht, über 105 kg Körpergewicht